# IC 1810

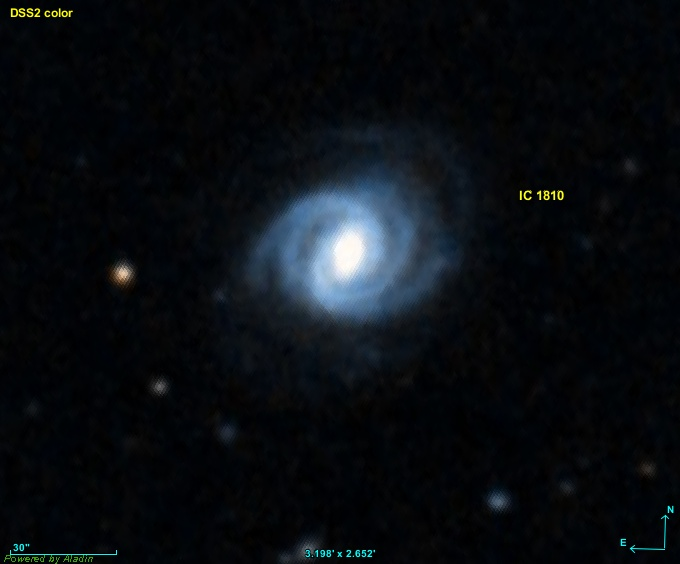
Аладін скай Атлас програмне забезпечення

IC 1810 — галактика типу SBab () у сузір'ї Ерідан.
Цей об'єкт міститься в оригінальній редакції індексного каталогу.